# Cinturón de Venus
El cinturón de Venus o faja de Venus  es un fenómeno atmosférico visible durante el amanecer y el crepúsculo. Poco después de la puesta del sol o poco antes del amanecer, el observador está rodeado por un resplandor rosáceo (o arco anti-crepuscular) que se extiende aproximadamente 10°-20 ° por encima del horizonte. A menudo, el brillo se separa del horizonte por una capa oscura, la sombra de la Tierra o "segmento oscuro." El color rosa claro del arco se debe a la retrodispersión de la luz enrojecida a la salida o puesta del Sol. Un efecto muy similar se puede ver durante un eclipse solar total.

ALMA y Chajnantor en el crepúsculo, que se extiende entre los dos grupos de antenas: la sombra de la Tierra y del fenómeno de la faja de Venus.